# 下部温泉駅
下部温泉駅（しもべおんせんえき）は、山梨県南巨摩郡身延町上之平（うえのたいら）にある、東海旅客鉄道（JR東海）身延線の駅である。
下部温泉の玄関口となっており、特急「ふじかわ」を含む全列車が停車する。

## 歴史
- 1927年（昭和2年）12月17日：身延 - 市川大門間開通時に、富士身延鉄道の下部駅（しもべえき）として開設[1][2]。旅客・貨物取扱開始[2]。
- 1938年（昭和13年）10月1日：富士身延鉄道を鉄道省（国鉄の前身）が借上げ[1][2]。
- 1941年（昭和16年）5月1日：国有化、鉄道省身延線の駅となる[1]。
- 1972年（昭和47年）9月20日：貨物取扱廃止[2]。
- 1987年（昭和62年）4月1日：国鉄分割民営化に伴い、JR東海の駅となる[1][2]。
- 1991年（平成3年）12月14日：下部温泉駅（しもべおんせんえき）に改称[1][2]。湯谷温泉駅の改称と同日である。
- 2012年（平成24年）3月17日：利用客減少に伴い、直営駅から無人駅となる[3]。JR全線きっぷうりばを廃止及び自動券売機を撤去。

## 駅構造
島式ホーム1面2線と北側の側線1本を有する地上駅。木造駅舎を有する。線路はほぼ北東から南西に走っており、駅舎は南東側にある。駅舎から1、2番線の順で、1番線に富士方面、2番線に甲府方面列車が発着する。
富士・身延方面からの入線及び発車は1・2番線共に可能であり、当駅止まりで折り返し身延駅留置となる回送列車や、逆に身延駅から回送されて当駅始発富士・静岡方面行臨時列車が逆線で到着・出発することがある他、かつて早朝に定期列車で設定されていた当駅始発上り東海道線経由静岡行普通電車も、当駅留置線から入替えた後に1番線からの発車となっていた。
駅舎からホームへは、遮断機・警報機付構内踏切を利用する。この構内踏切は駅の外、波高島方にある県道の踏切と隣接しており、県道から直接構内踏切に入ることが出来るようになっているが、踏切近くには、駅には駅舎を通って入るように求める掲示がある。
開業当初からの駅舎は木造平屋建てで、黒い瓦が特徴的である。旅客が立入ることの出来る部分は殆どが待合所となっており、長椅子が多数置かれている。
身延駅管理の無人駅。2012年3月16日まではJR東海の直営駅であり、JR全線きっぷうりば・自動券売機が設置されていた。現在は駅構内では乗車券類の購入はできないため、予め別箇所で購入するか、列車乗車後に車内で購入する形となる。ワンマン列車の場合は整理券を取り、下車駅または乗りかえ先の列車内で精算となる。
駅構内甲斐常葉方線路脇にはJR東海下部乗務員休憩所があるが、現在は使用されていない（過去に夜間滞泊が1本設定されていたが、2013年3月16日ダイヤ改正限りで廃止された）。

### のりば
| 番線 | 路線      | 方向 | 行先           |
| ---- | --------- | ---- | -------------- |
| 1    | CC 身延線 | 上り | 身延・富士方面 |
| 2    | CC 身延線 | 下り | 甲府方面       |

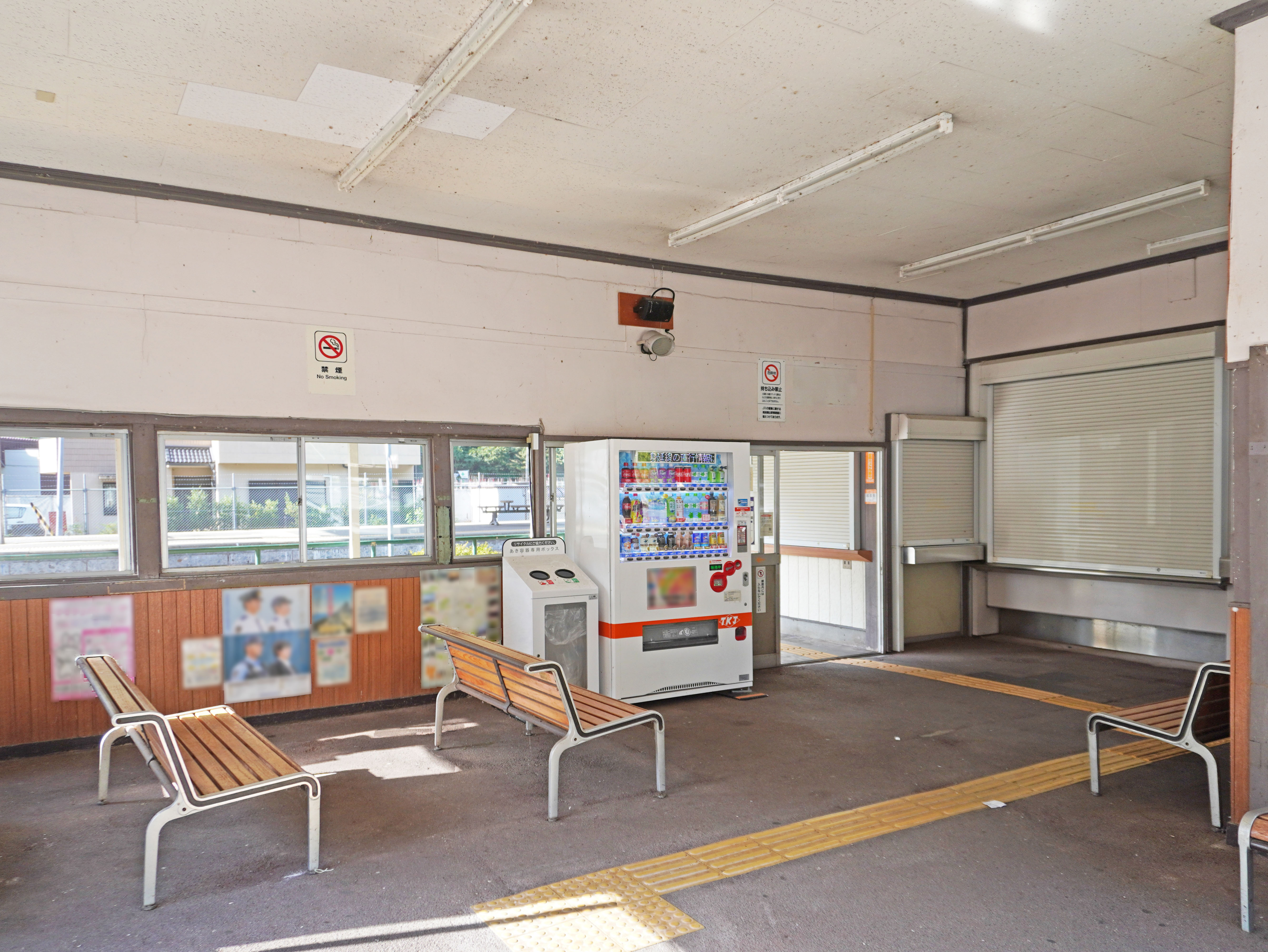
待合室（2022年9月）
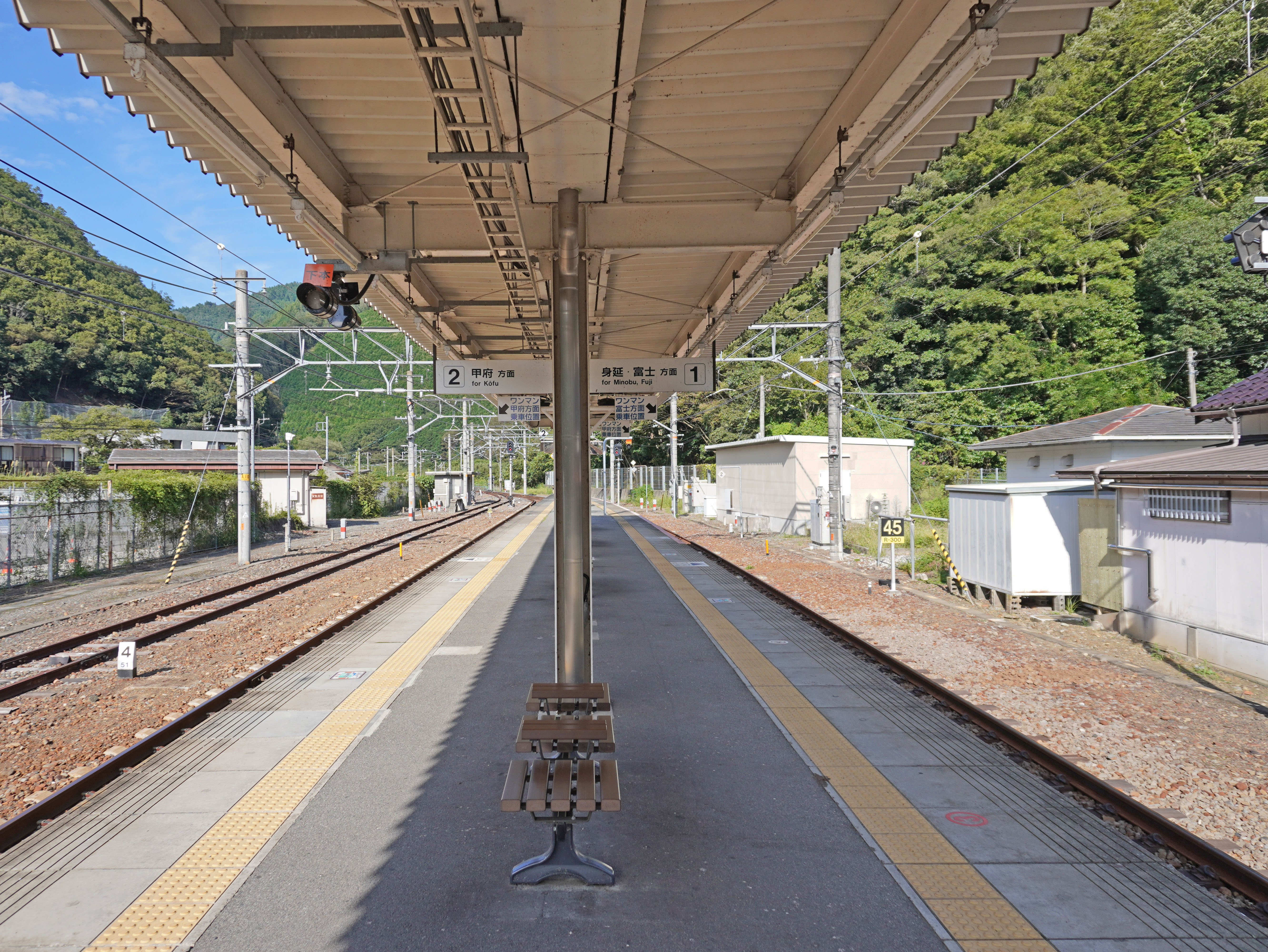
ホーム（2022年9月）
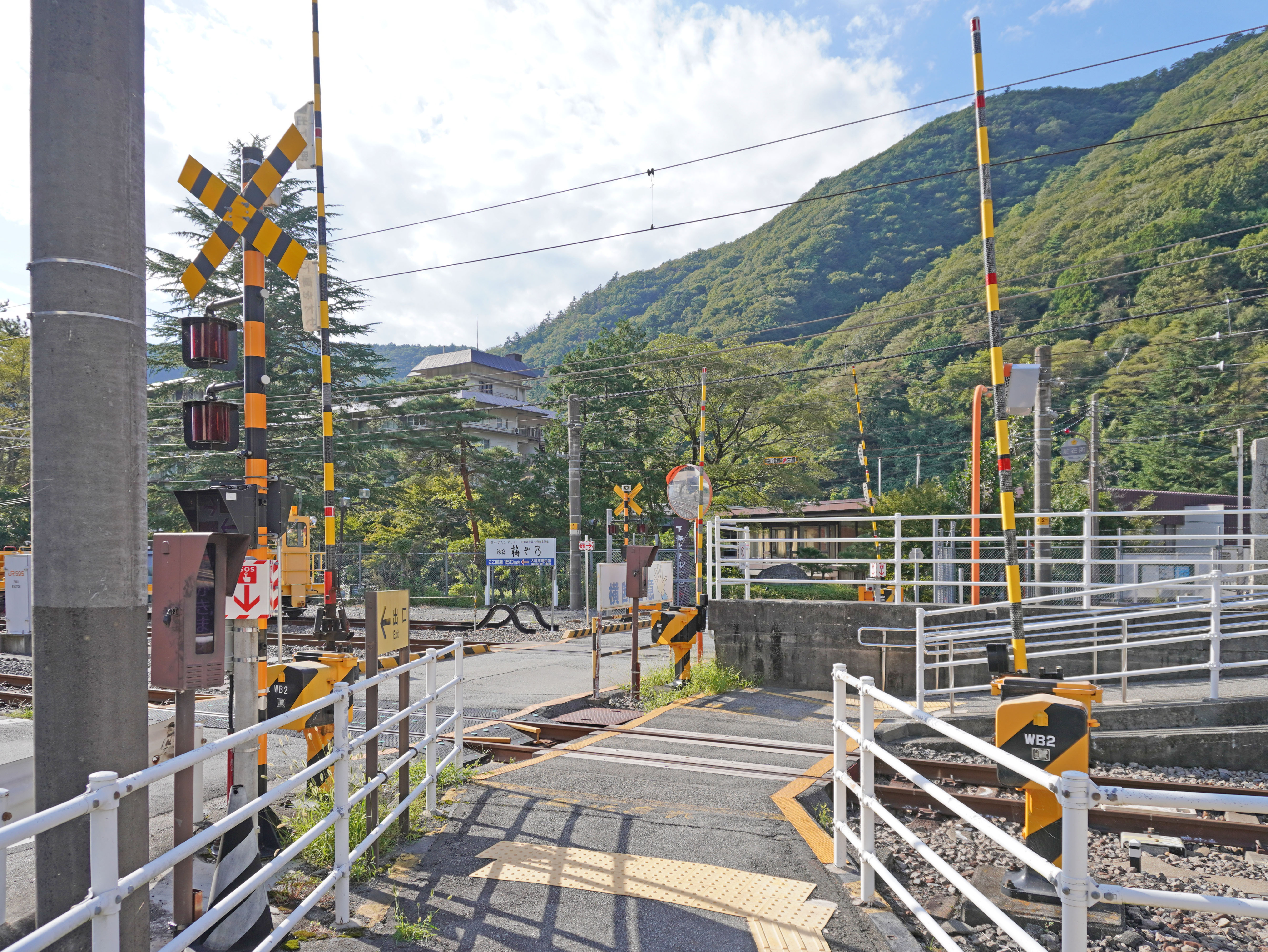
構内踏切（2022年9月）

## 利用状況
『山梨県統計年鑑』によると、当駅の一日平均乗車人員は以下の通り。
| 年度   | 一日平均 乗車人員 |
| ------ | ----------------- |
| 1950年 | 697               |
| 1980年 | 555               |
| 2005年 | 226               |
| 2006年 | 210               |
| 2007年 | 201               |
| 2008年 | 194               |
| 2009年 | 181               |
| 2010年 | 170               |
| 2011年 | 134               |
| 2012年 | 130               |
| 2013年 | 113               |
| 2014年 | 103               |
| 2015年 | 104               |
| 2016年 | 99                |
| 2017年 | 96                |
| 2018年 | 92                |

## 駅周辺
駅南東100m程の場所で下部川に雨河内川が合流し、駅の西300m足らずの場所でその下部川が常葉川に注いでいる。当駅は常葉川と下部川に挟まれた平地に位置している。
当駅はかつて下部駅と名乗っていたが、旧下部町の中心部は隣駅の甲斐常葉駅周辺であり、下部町役場も常葉に置かれていた。下部は駅名にもなった下部温泉がある温泉の町で、下部集落は当駅南東の下部川沿いに細長く開けており、その中心部は駅から下部川を遡ること1km程の場所にある。中心部には温泉宿などが立ち並び湯町という温泉街を形成しているが、駅付近にも線路を渡ってすぐの所に下部ホテルや身延町営の日帰り温泉施設であるしもべの湯がある。
当駅は下部川沿いに湯町を経て湯之奥集落に至る県道湯之奥上之平線に面しており、同県道は当駅北側約150mの交差点で常葉川と身延線に並行して走る国道300号（山梨県道9号市川三郷身延線と重複区間)と接続している。湯之奥は当駅から南東へ約4kmの場所にあり、江戸初期の民家で国の重要文化財に指定されている門西家住宅、かつて採掘の行われていた富里鉱山跡などがある。
駅の周辺にはその他、南部警察署下部駐在所、下部郵便局、土産物店、飲食店、旅館、甲斐黄金村・湯之奥金山博物館などがある。駅前にはYKタクシーの下部出張所があり、下部温泉の中心部まで距離があるためタクシーが待っていることが多い。

## バス路線
「下部温泉駅」停留所にて、以下のコミュニティバスが発着する。
- 早川町乗合バス
  - 奈良田温泉 / 身延駅
- 身延町営バス
  - 古関循環線：古関

## 隣の駅
※特急「ふじかわ」の隣の停車駅は列車記事を参照のこと。
東海旅客鉄道（JR東海）
CC 身延線
波高島駅 - 下部温泉駅 - 甲斐常葉駅